# En förlorad värld (film)
En förlorad värld (originaltitel: Brideshead Revisited) är en brittisk dramafilm från 2008 regisserad av Julian Jarrold, baserad på romanen En förlorad värld av Evelyn Waugh från 1945. Den hade premiär i Sverige 19 augusti 2008.

## Handling
Charles Ryder börjar under det tidiga 1920-talet studera vid Oxfords universitet och blir mycket nära vän med Sebastian Flyte, som tillhör en välbärgad och excentrisk katolsk adelsfamilj. Charles hälsar på Sebastian på familjegodset Brideshead där den mycket religiösa modern Lady Marchmain styr med järnhand. Såväl Sebastian som hans syster Julia förälskar sig i Charles. Då Charles inte delar familjens katolska tro är ett äktenskap med Julia omöjligt och de älskande lever åtskilda i mer än ett decennium.

## Rollista i urval
| Matthew Goode    | – Charles Ryder                    |
| Ben Whishaw      | – Sebastian Flyte                  |
| Hayley Atwell    | – Julia Flyte                      |
| Emma Thompson    | – Teresa Flyte (Lady Marchmain)    |
| Michael Gambon   | – Alexander Flyte (Lord Marchmain) |
| Greta Scacchi    | – Cara                             |
| Jonathan Cake    | – Rex Mottram                      |
| Patrick Malahide | – Mr. Ryder                        |
| Felicity Jones   | – Cordelia Flyte                   |
| Anna Madeley     | – Celia Ryder                      |
| Ed Stoppard      | – "Bridey" (Lord Brideshead)       |
| Joseph Beattie   | – Anthony Blanche                  |
| James Bradshaw   | – Mr. Samgras                      |